# 디스이즈잇 (기업)
디스이즈잇(This is it)은 대한민국 공연컨텐츠 개발기업으로서 넌버벌 퍼포먼스(Non-Verbal Performance) 공연 디스이즈잇(this is it)을 제작/기획하였다. 익스프레션 크루에 있었던 김지훈 대표가 창작하였고 말 없이 소리와 몸짓으로만 공연을 한다는 "비언어적 표현"(Non-Verbal Performance)을 컨셉으로 착안하였다.
특히 디스이즈잇은 예술과 디지털 기술이 결합된 공연으로 눈과 귀를 즐겁게 하는 화려한 3D 애니메이션 레이저, 스트리트댄스, 비트박스, 마술, LED트론댄스 등이 어우러져 관객의 감성과 상상력을 자극한다.
또한 2016년 공연예술통합전산망(KOPIS) 뮤지컬 부문 박스오피스 1위를 기록하였으며 매년 최다 관객을 갱신하고 있다.